# As-Suwar
As-Suwar (arabisch صور Suwar, armenisch Ալ-Սուր), auch al-Suwar geschrieben, ist eine Stadt im Gouvernement Deir ez-Zor im Nordosten Syriens. Im Jahre 2004 hatte as-Suwar 5297 Einwohner.
Die Stadt liegt am westlichen Ufer des Flusses Chabur, der der größte syrische Nebenfluss des Euphrat ist.

## Geschichte
Im September 2017 wurde as-Suwar durch Verbände der kurdisch dominierten Demokratischen Kräfte Syriens (SDF) aus der Kontrolle durch den terroristischen Islamischen Staat (ISIS) befreit.